# Ardisia suboppositifolia
Ardisia suboppositifolia är en viveväxtart som beskrevs av C. M. Hu och J. E. Vidal. Ardisia suboppositifolia ingår i släktet Ardisia och familjen viveväxter. Inga underarter finns listade i Catalogue of Life.